# الساهل (المفلحي)

تعديل مصدري - تعديل

الساهل هي إحدى قرى عزلة المفلحي بمديرية المفلحي التابعة لمحافظة لحج، بلغ تعداد سكانها 173 نسمة حسب تعداد اليمن لعام 2004.